# Konsistenz (Beton)
| Konsistenzbereiche des Frischbetons nach DIN 1045-2 und EN 206 | Konsistenzbereiche des Frischbetons nach DIN 1045-2 und EN 206 | Konsistenzbereiche des Frischbetons nach DIN 1045-2 und EN 206 | Konsistenzbereiche des Frischbetons nach DIN 1045-2 und EN 206 | Konsistenzbereiche des Frischbetons nach DIN 1045-2 und EN 206 |
| -------------------------------------------------------------- | -------------------------------------------------------------- | -------------------------------------------------------------- | -------------------------------------------------------------- | -------------------------------------------------------------- |
| Konsistenzbereich                                              | Ausbreitmaßklassen                                             | Ausbreitmaßklassen                                             | Verdichtungsmaßklassen                                         | Verdichtungsmaßklassen                                         |
| Konsistenzbereich                                              | Klasse                                                         | Ausbreitmaß [mm]                                               | Klasse                                                         | Verdichtungsmaß                                                |
| sehr steif                                                     | –                                                              | –                                                              | C0                                                             | ≥ 1,46                                                         |
| steif                                                          | F1                                                             | ≤ 340                                                          | C1                                                             | 1,45 bis 1,26                                                  |
| plastisch                                                      | F2                                                             | 350 bis 410                                                    | C2                                                             | 1,25 bis 1,11                                                  |
| weich                                                          | F3                                                             | 420 bis 480                                                    | C3                                                             | 1,10 bis 1,04                                                  |
| sehr weich                                                     | F4                                                             | 490 bis 550                                                    | C4                                                             | < 1,04                                                         |
| fließfähig                                                     | F5                                                             | 560 bis 620                                                    | –                                                              | –                                                              |
| sehr fließfähig                                                | F6                                                             | 630 bis 700                                                    | –                                                              | –                                                              |
| SVB                                                            | –                                                              | > 700                                                          | –                                                              | –                                                              |

Als Konsistenz wird in der Beton- und Bautechnik das Maß für die von der Rezeptur abhängige Steifheit und Verarbeitbarkeit des Frischbetons bezeichnet, also des noch nicht erhärteten Betons.
Zur Herstellung von wasserundurchlässigem Beton sowie von Bauteilen mit engliegender Bewehrung werden die Konsistenzklassen F3 oder höher empfohlen, um den Beton ohne bedeutende Lufteinschlüsse verdichten zu können. Wird die Fließfähigkeit durch die Zugabe von Wasser erhöht, so führt dies jedoch zur Porenbildung im Beton, die der Dichtigkeit abträglich ist. Stattdessen wird die Fließfähigkeit heute häufig durch die Zugabe von Betonzusatzmitteln verbessert, die auch als Plastifizierer bezeichnet werden.

## Normung in Europa und Deutschland
Die deutsche Norm DIN 1045 definiert, genauso wie die europäischen Norm EN 206, sieben Konsistenzbereiche für Frischbeton: sehr steif, steif, plastisch, weich, sehr weich, fließfähig und sehr fließfähig. Die Bereiche werden durch die Ausbreitmaßklassen F1 (steif) bis F6 (sehr fließfähig) und durch die Verdichtungsmaßklassen C0 (sehr steif) bis C3 (weich) beschrieben.
In früheren, mittlerweile nicht mehr gültigen Ausgaben der DIN 1045 wurden vier, bzw. noch früher (1978) drei Konsistenzbereiche definiert: steif (KS, K1), plastisch (KP, K2), weich (KR, „Regelkonsistenz“, K3) und fließfähig (KF). In diesen alten Normen wurde Beton mit weicher Konsistenz hervorgehoben und als Beton mit Regelkonsistenz (KR) bezeichnet. Ein solcher Beton ist ein weicher Beton, der sich gut fördern, verarbeiten, einbauen und verdichten lässt.

## Ermittlung und Prüfung
Zur Ermittlung der Konsistenz von Frischbeton gibt es genormte, baustellengerechte Verfahren: den Verdichtungsversuch für das Verdichtungsmaß und den Ausbreitversuch für das Ausbreitmaß. Außerdem können das Setzmaß und die Setzzeit gemessen werden, um daraus auf die Konsistenz zu schließen.
Die Prüfung der Eigenschaften des Frischbetons und Festbetons sind europaweit einheitlich in der Norm EN 12350 festgelegt. In Deutschland gilt die entsprechend übernommene Fassung DIN EN 12350.